# Барановка (Еловский район)
Барановка — деревня в Еловском муниципальном округе Пермского края России.

## История
Известна с 1767 года. До ноября 2019 года входила в состав ныне упразднённого Еловского сельского поселения Еловского района.

## География
Деревня находится в юго-западной части района, в пределах Среднекамской низменной равнины, на левом берегу реки Камы, вблизи места впадения в неё реки Еловки, к юго-западу от села Елова, административного центра округа. Абсолютная высота — 94 метра над уровнем моря.
Климат
Климат характеризуется как умеренно континентальный, с продолжительной холодной зимой и коротким тёплым летом. Средняя многолетняя температура самого холодного месяца (января) составляет −15 — −16 °С (абсолютный минимум — −50 °С), температура самого тёплого (июля) — 18 — 19 °С (абсолютный максимум — 40 °С).

## Население
| 2010 |
| ---- |
| 142  |

Половой состав
По данным Всероссийской переписи населения 2010 года в половой структуре населения мужчины составляли 56,3 %, женщины — соответственно 43,7 %.
Национальный состав
Согласно результатам переписи 2002 года, в национальной структуре населения русские составляли 96 % из 171 чел.